# Jan Vrbka
Jan Vrbka (28. srpna 1942 Jevíčko – 22. května 2017 Brno)
byl český odborník v oboru mechaniky těles, a to především v oblasti mezních stavů, plasticity, mechaniky kompozitů a aplikací metody konečných prvků. Významných úspěchů dosáhl v oblasti návrhu a analýz lisovnic pro extrémně vysoké tlaky, které se užívají při výrobě umělých diamantů.
Byl profesorem pro obor mechanika na Fakultě strojního inženýrství Vysokého učení technického v Brně a rektorem VUT v letech 2000–2006. 

## Život
Po maturitě na Jedenáctileté střední škole v Jevíčku(dnešní Gymnázium Jevíčko) začal v roce 1959 studovat na strojní fakultě VUT, kde pak v roce 1964 dokončil studium oboru tepelných energetických zařízení. Poté pět let pracoval jako pevnostní výpočtář v oddělení konstrukce a výpočtů spalovacích turbín v První brněnské strojírně. V letech 1967–1972 vystudoval při zaměstnání fyziku na Přírodovědecké fakultě UJEP v Brně (dnešní Masarykova univerzita). V lednu roku 1969 nastoupil na Strojní fakultě VUT na tehdejší Katedře technické mechaniky, pružnosti a pevnosti jako odborný asistent. V letech 1972/1973 pak strávil deset měsíců na stipendijním pobytu na Technické univerzitě v Hannoveru (dnešní Gottfried Wilhelm Leibniz Universität).
V roce 1977 mu byla udělena vědecká hodnost CSc. v oboru mechaniky tuhých a poddajných těles a prostředí na základě disertační práce Šíření napěťových vln ve válcové tyči z polykrystalického materiálu, v roce 1978 mu byl udělen titul RNDr. v oboru aplikovaná fyzika a poté v roce 1992 vědecká hodnost DrSc. V roce 1983 byl jmenován docentem a v roce 1993 profesorem pro obor mechanika. V letech 1994–2000 byl po dvě funkční období děkanem Fakulty strojního inženýrství a poté od roku 2000 do roku 2006 po dvě funkční období rektorem VUT. Následně v letech 2006–2009 působil jako ředitel Ústavu transferu technologií VUT v Brně. Poté ještě pokračoval v pedagogické činnosti na FSI VUT.
Profesor Vrbka byl členem European High Pressure Research Group, Gesselschaft für Angewandte Mathematik und Mechanik, International Association for the Advancement of High Pressure Science and Technology a České společnosti pro mechaniku. Také působil v redakcích vědeckých časopisů Computer Assisted Mechanics and Engineering Sciences, Engineering Review, Strojnický časopis a Inženýrská mechanika.
Profesoru Vrbkovi byla udělena medaile Georgia Agricoly (VŠB-TU Ostrava, 2002), medaile Johanna Josepha rytíře z Prechtlu (TU Wien, 2005) a Zlatá medaile VUT (2006). Čestný doktorát obdržel na Technické univerzitě v Košicích (2002) a na Státní technické univerzitě Iževsk v Rusku (2006).

### Publikace (výběr)
- JANÍČEK, Přemysl; ONDRÁČEK, Emanuel; VRBKA, Jan. Mechanika těles: Pružnost a pevnost I. Praha: SNTL, 1987.
- JANÍČEK, Přemysl; ONDRÁČEK, Emanuel; VRBKA, Jan. Mechanika těles: Pružnost a pevnost II. Praha: MON, 1988.
- VRBKA, Jan. Mechanika kompozitů [online].  Brno: ÚMTMB FSI VUT v Brně, 2008.
- VRBKA, Jan. Pružnost a pevnost I [online].  Brno: ÚMTMB FSI VUT v Brně, 2011.
- VRBKA, Jan. Aplikovaná mechanika [online].  Brno: ÚMTMB FSI VUT v Brně, 2012.